# Onthophagus mniszechi
Onthophagus mniszechi là một loài bọ cánh cứng trong họ Bọ hung (Scarabaeidae).